# Georg Hartmann (Sänger)

Georg Hartmann

Georg Fritz Felix Heinrich Hartmann (* 30. März 1862 in Hannover; † 4. April 1936 in Dresden) war ein deutscher Opernsänger (Bassbuffo), -regisseur und Intendant.

## Leben und Wirken
Hartmann wurde als Sänger und Schauspieler am Dresdner Konservatorium ausgebildet. Er wirkte zunächst in Köln und Amsterdam als Sänger, dann, ab 1898, als Regisseur bzw. Oberregisseur am Stadttheater Königsberg. 1907 wurde er Direktor des Stadttheaters von Essen. Von 1912 bis 1923 war er Direktor des neu gegründeten Deutschen Opernhauses in Charlottenburg, das ab 1920 ein Teil Berlins war, und schließlich von 1924 bis 1932 Generalintendant des Stadttheaters Kiel.
Hartmann starb im Alter von 74 Jahren an den Folgen eines Schlaganfalls in Dresden-Weißer Hirsch.
Er schuf zahlreiche Lieder, Chöre sowie das Singspiel Jeri und Bätely (nach Goethe, 1905) und erarbeitete von über 40 fremdsprachigen oder älteren Opern Neufassungen für den Bühnengebrauch, die er bei Ahn & Simrock herausgab.
Sein Sohn war der gleichnamige Regisseur und nachmalige Münchner Staatsintendant Georg Hartmann (1891–1972).